# It'sSeg Company
A It’sSeg Company - Acrisure é uma destacada companhia de seguros brasileira, com sede em São Paulo (SP), que atua como consultoria, corretora e administradora de seguros para indivíduos e empresas de diversos segmentos. 
Com escritórios estratégicos em Jundiaí (SP), Rio de Janeiro (RJ), Belo Horizonte (MG), Curitiba (PR), Recife (PE) e Fortaleza (CE), a It’sSeg Company - Acrisure conta com uma equipe de mais de 850 colaboradores, atendendo a mais de 1.000 empresas clientes e protegendo mais de 2,1 milhões de vidas, totalizando R$ 5,4 bilhões em prêmios.
Desde 2022, a It’sSeg Company faz parte da Acrisure, uma empresa global de serviços financeiros reconhecida como a corretora de seguros que mais cresce na história do setor, com presença em 21 países.

## Marcas
- - It'sSeg
- - SIMgular
- - B2P

- - Barela Seguros
- - Você Clube
- - Gebram Corretora de Seguros

## Produtos e serviços
- - Saúde
- - Vida
- - Odonto
- - Previdência
- - Acidentes Pessoais
- - Gestão de Afastados
- - Marketplace
- - Assistência Viagens
- - Vales-benefícios
- - Ramos Elementares